# Elly Roman
Elly Roman (n. 7 mai 1905, București, România – d. 19 noiembrie 1996) a fost un compozitor român de origine evreiască.

## Biografie
A studiat armonie și contrapunct cu Alfonso Castaldi (1922 – 1924), armonie și compoziție cu Filip Lazăr (1924 – 1926) apoi la Berlin, la Academia de muzică (1926 – 1928) cu de:Georg Schünemann (compoziție, forme muzicale), de:Franz Schreker (compoziție), de:Julius Prüwer (dirijat de orchestră) și Paul Hindemith.
Întors în țară este angajat ca dirijor la teatrele „Maria Ventura“, „Alhambra“, „Colos“ (1937 – 1940),  „Barașeum“ (1941 – 1944), „Atlantic“ (1945 – 1948),  „Savoy“ (1948 – 1949).
Devine apoi directorul Teatrului de revistă (1949 – 1952).
În 1924 i se tipărește prima compoziție, „Gratitudine“.
Este membru al Uniunii Compozitorilor și Muzicologilor (din 1956).
A compus peste 3000 de melodii, muzică pentru spectacole de revistă, comedii, muzicaluri, muzică corală, operetă, lieduri.

## Distincții
- Ordinul Muncii clasa a II-a (7 martie 1956) „pentru merite deosebite în activitatea artistică, cu prilejul împlinirii vîrstei de 50 de ani”[3]
- titlul de Artist Emerit (28 martie 1962) „pentru realizări valoroase în domeniul artistic”[4]

## Compoziții
În lipsa unor informații cronologice, titlurile nedatate vor fi așezate la capătul listei și ordonate alfabetic.
| Titlul piesei           | Forma muzicală | Versuri        | Anul apariției | Interpretări mai cunoscute                                              |  |
| ----------------------- | -------------- | -------------- | -------------- | ----------------------------------------------------------------------- |  |
| Două viori              | romanță        | Elly Roman     |                | Liana Mihăilescu (lansare), Dorel Livianu, Gică Petrescu, Jean Moscopol |  |
| Uite-așa aș vrea să mor | popular        | Nicu Kanner    |                | Gică Petrescu                                                           |  |
| Tu nu mai ești a mea    | tango          | Elly Roman     |                | Jean Moscopol                                                           |  |
| Ilona                   | tango          | Elly Roman     |                | Cristian Vasile                                                         |  |
| Zi și noapte            | tango          | Elly Roman     |                | Dorel Livianu                                                           |  |
| Mi-e dor de acasă       | romanță        | Elly Roman     |                | Petre Alexandru                                                         |  |
| Nușa                    | tango          | Elly Roman     |                | Cristian Vasile                                                         |  |
| Plouă                   | romanță        | Elly Roman     |                | Maria Moreanu                                                           |  |
| Ai fost dată            | tango          | Elly Roman     |                | Cristian Vasile                                                         |  |
| Nu mai plânge, baby     | ușoară         | Elly Roman     |                | Margareta Pâslaru                                                       |  |
| Tu nu știi să iubești   | tango          | Elly Roman     |                | Cristian Vasile                                                         |  |
| Vreau o singură stea    | tango          | Elly Roman     |                | Cristian Vasile                                                         |  |
| Cântecul deltei         | romanță        | Ștefan Titu    |                | Rodion Hodovanski                                                       |  |
| Ca-n prima zi           |                |                |                | Margareta Pâslaru                                                       |  |
| Dacă nu mă sărutai      |                | Mihai Dumbravă |                | Margareta Pâslaru                                                       |  |
| E miraculos             |                | E. Mircea      |                | Margareta Pâslaru                                                       |  |
| Mi-ești drag            |                | Eugen Mirea    |                | Margareta Pâslaru                                                       |  |
| Tu semeni cu mine       |                | Aurel Felea    |                | Margareta Pâslaru                                                       |  |